# شارع كليمنصو
شارع كليمنصو Rue Clémenceau شارع تجاري وسكني في بيروت عاصمة لبنان
يقع قرب شارع الحمراء والجامعة الأمريكية في بيروت.
سمي الشارع نسبةً إلى جورج كليمنصو رئيس وزراء فرنسا خلال الحرب العالمية الأولى. يعرف الشارع بكثرة المراكز والعيادات الطبية مثل المركز الطبي للجامعة الأمريكية في بيروت.